# Monika Fagerholm

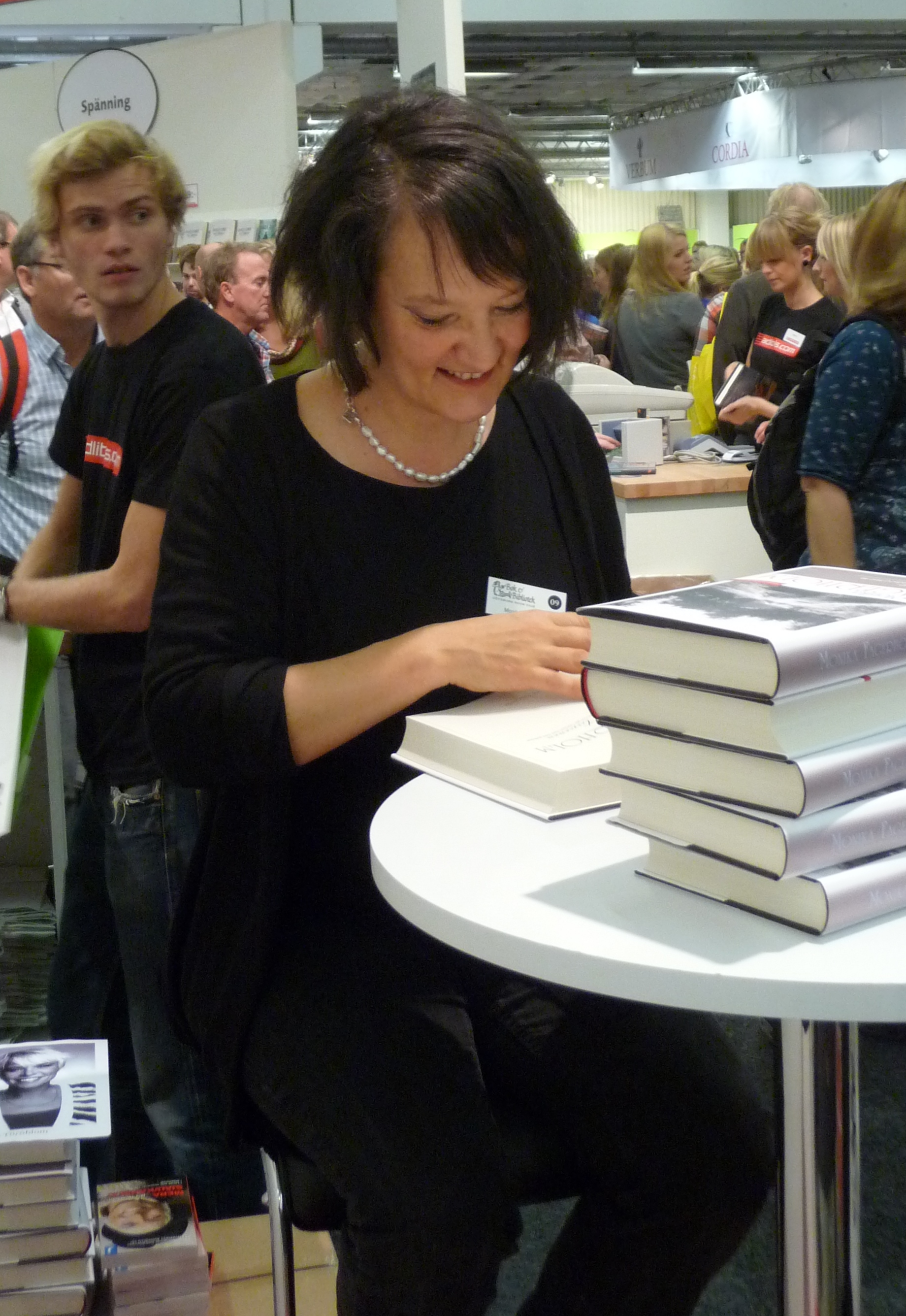
Monika Fagerholm signiert Bücher auf der Göteborger Buchmesse 2009

Monika Kristina Fagerholm (* 1961 in Helsingfors) ist eine finnlandschwedische Autorin.

## Werdegang
Sie wohnt in Ekenäs in Finnland, studierte Psychologie und Literaturwissenschaft an der Universität Helsinki und machte 1987 einen Abschluss in Gesellschaftswissenschaften.
Ihr erstes Buch Sham erschien im selben Jahr. Der literarische Durchbruch gelang ihr 1994 mit dem Roman  Underbara kvinnor vid vatten, der 1994 für den wichtigsten Literaturpreis Finnlands nominiert war, den Finlandia-Preis. 1995 folgte die Nominierung für den August-Preis, dem wichtigsten Literaturpreis in Schweden, sowie den Prix Aristeion 1996 und der International IMPAC Dublin Literary Award 1998. 1994 erhielt sie den Runeberg-Preis. 1998 hatte Claes Olssons Film zum Buch Premiere.
Fagerholm erhielt 2005 den August-Preis für Den amerikanska flickan (deutsch: Das amerikanische Mädchen).

## Werke
- Sham. Söderström, Helsingfors, 1987, ISBN 951-52-1176-X (Kurzgeschichten)
- Patricia. Söderström, Helsingfors, 1990 ISBN 951-52-1321-5 (Kurzgeschichten)
- Underbara kvinnor vid vatten, en roman om syskon. Albert Bonniers Förlag, Stockholm 1994, ISBN 91-0-056010-3
  - deutsch: Wunderbare Frauen am Wasser, ein Roman über Geschwister. Zsolnay, Wien 1997, ISBN 3-552-04825-1 (übersetzt von  Angelika Gundlach)
- Diva : en uppväxts egna alfabet med docklaboratorium (en bonusberättelse ur framtiden). Albert Bonniers Förlag, Stockholm 1998, ISBN 91-0-056487-7
- Den amerikanska flickan. Söderström, Helsingfors 2005, ISBN 951-52-2213-3
  - deutsch: Das amerikanische Mädchen. Fahrenheit Verlag, München 2008, ISBN 978-3-940813-10-7 (übersetzt von Sigrid Engeler)
- Glitterscenen, och flickan hon går i dansen med röda gullband. Bonniers, Stockholm 2009, ISBN 978-91-0-011603-3 (eigenständige Fortsetzung von "Das amerikanische Mädchen"[3])
- Lola uppochner 2012
- Vem dödade bambi? Albert Bonniers förlag, Stockholm 2019, ISBN 978-91-0-018129-1
  - deutsch: Wer hat Bambi getötet? Residenz Verlag Salzburg/Wien 2022, ISBN 978-3-7017-1759-0 (übersetzt von Antje Rávik Strubel)[4]

## Hörspiel
2023: Wer hat Bambi getötet. Regie: Ulrich Lampen. SWR

## Preise
- 1995 Runeberg-Preis für Underbara kvinnor vid vatten
- 1995 Danke-für-das-Buch-Medaille für Underbara kvinnor vid vatten
- 2005 August-Preis Den amerikanska flickan
- 2005 Aniara-Preis
- 2005 Göteborgs-Postens litteraturpris, (Literaturpreis der Tageszeitung Göteborgs Posten)
- 2007 Pocketpriset, Gold für Den amerikanska flickan
- 2010 Medaille Pro Finlandia
- 2016 Nordischer Preis der Schwedischen Akademie
- 2019 Stina Aronsons pris
- 2020 Literaturpreis des Nordischen Rates für Vem dödade bambi?
- 2020 Karl-Emil-Tollander-Preis
- 2020 Stiftelsen Selma Lagerlöfs litteraturpris
- 2022 Övralidspriset
- 2022 SWR-Bestenliste Dezember: Platz 1 für Wer hat Bambi getötet?